# Hakuna Matata (chanson)
Pour la devise en langue swahilie, voir Hakuna matata.
Hakuna Matata est une chanson composée par Elton John, avec les paroles de Tim Rice, pour le long-métrage d'animation de Disney Le Roi lion, sorti en 1994.
« Hakuna matata » est une devise issue de l'expression swahilie « Hakuna matatizo », signifiant « il n'y a pas de problème ».
Dans le film, la chanson est chantée par le suricate Timon (doublé par Nathan Lane dans la version originale) et le phacochère Pumbaa (doublé par Ernie Sabella). Le protagoniste, le jeune lion Simba (doublé par Jason Weaver [enfant] et Joseph Williams [adulte]), participe aussi.

## Version de Jimmy Cliff et Lebo M.
Une autre version de la chanson a été enregistrée par Jimmy Cliff avec Lebo M. Elle a été sortie en single en 1995. Le single se vend à plus de 130 000 exemplaires en France.

## Distinctions
La chanson a été nommée pour l'Oscar de la meilleure chanson originale, mais a perdu face à une autre chanson du même film, Can You Feel the Love Tonight (voir la 67e cérémonie des Oscars de 1995).
La chanson Hakuna Matata (dans la version originale du film Le Roi lion) est classée 99e dans la liste des « 100 plus grandes chansons du cinéma américain » selon l'American Film Institute (AFI).

## Paroles françaises
Ci-dessous, un extrait des paroles françaises permet d'expliquer le sens qui est donné à l'expression « Hakuna matata » dans le film des studios Disney :
« Hakuna matata

Mais quelle phrase magnifique

Hakuna matata

Quel chant fantastique

Ces mots signifient

Que tu vivras ta vie

Sans aucun souci

Philosophie

Hakuna matata »
— Le Roi lion
Dans la comédie musicale, les paroles sont :
« Hakuna Matata ! Quelle formule épatante !

Hakuna Matata ! Quelle idée démente !

C'est vivre sa vie ! En faisant c'qui vous chante !

La philosophie ! du sans souci ! Hakuna Matata ! »
— Le Roi lion, la comédie musicale

## Classements
| Classement (1995)                                   | Meilleure place atteinte |
| --------------------------------------------------- | ------------------------ |
| Allemagne (Official German Charts)                  | 77                       |
| Belgique (Ultratop 50 Flanders)                     | 46                       |
| Belgique (Ultratop 50 Wallonia)                     | 6                        |
| États-Unis Billboard Bubbling Under Hot 100 Singles | 5                        |
| États-Unis Billboard Hot Adult Contemporary Tracks  | 26                       |
| France (SNEP)                                       | 7                        |
| Pays-Bas (Dutch Top 40)                             | 11                       |
| Pays-Bas (Single Top 100)                           | 77                       |
| Suisse (Schweizer Hitparade)                        | 32                       |

| Classement (1995)                 | Position |
| --------------------------------- | -------- |
| Belgique (Wallonia) Singles Chart | 35       |
| France Singles Chart              | 27       |
| Pays-Bas Top 40                   | 81       |